# Ali Project

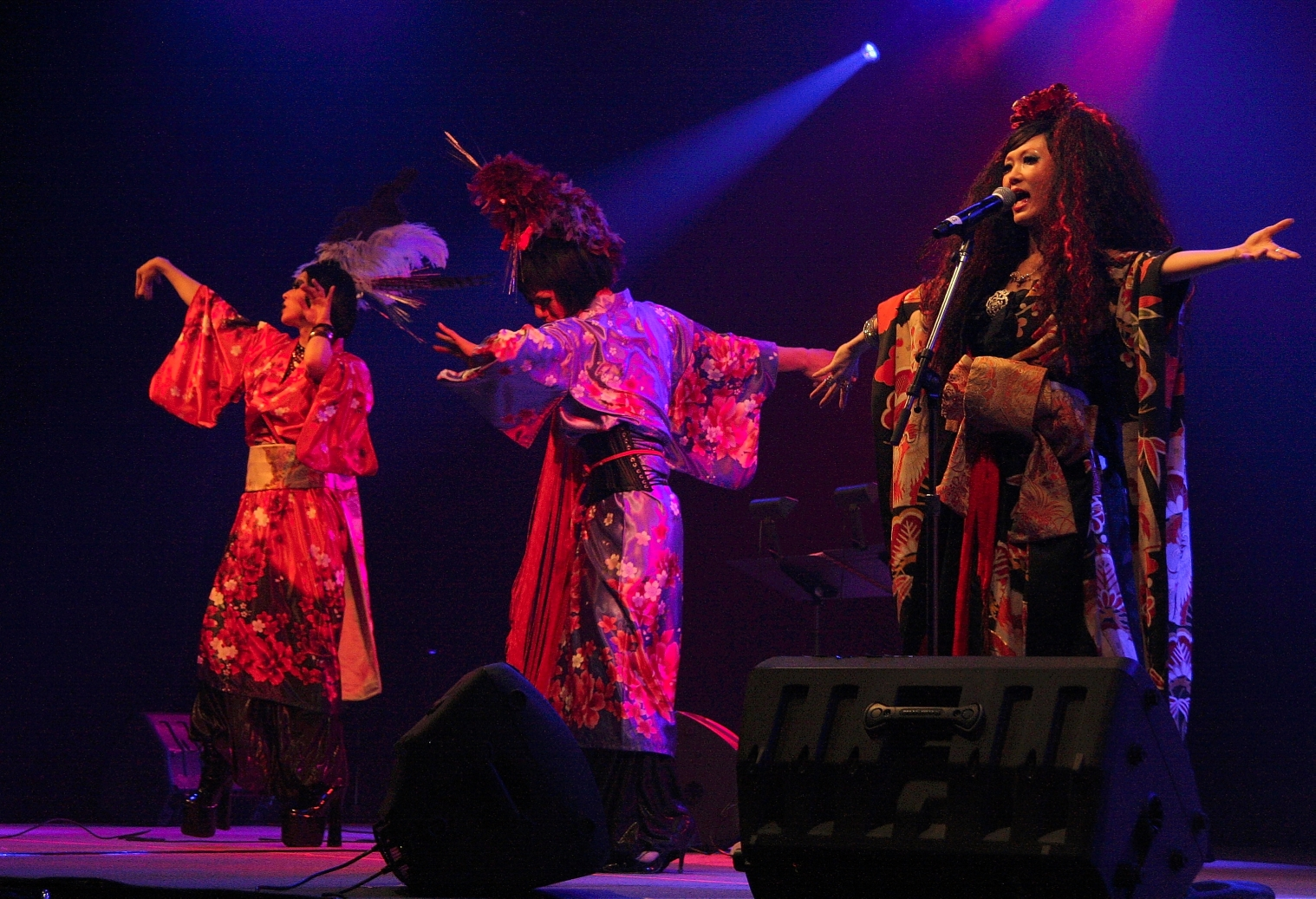
Ali Project (2008)

Ali Project ist eine japanische Progressive-Rock-Band mit einem starken Gothic-Lolita-Image. Die Band besteht aus Arika Takarano (jap. 宝野アリカ, Takarano Arika) (Gesang und Texte) und Mikiya Katakura (片倉三起也, Katakura Mikiya) (Musik und Komposition).

## Werdegang
Ihr Debüt in den Charts hatten sie 1988 als Ant Project (蟻プロジェクト, Ari Purojekuto) mit dem Album Fantastic Garden (幻想庭園, Gensō Teien).
1992 änderten sie ihren Namen und debütierten auf dem Massenmarkt mit der Single Fall in love, maiden (恋せよ乙女; Koi-seyo otome).
Die meisten Alben werden durch Toshiba EMI, Victor Entertainment und Tokuma Japan verlegt.

## Diskografie

### Studioalben
| Jahr | Titel                                                                              | Höchstplatzierung, Gesamtwochen, AuszeichnungChartsChartplatzierungen (Jahr, Titel, Platzierungen, Wochen, Auszeichnungen, Anmerkungen) | Anmerkungen                              |
| Jahr | Titel                                                                              | JP | Anmerkungen                              |
| ---- | ---------------------------------------------------------------------------------- | --- | ---------------------------------------- |
| 1988 | Gensou Teien (幻想庭園) Gensou Teien, Fantastic Garden                             | — | Erstveröffentlichung: 25. Januar 1988    |
| 1992 | Gekka no Ichigun (月下の一群) Gekka no Ichigun, Crowd Under the Moon               | JP100 (1 Wo.)JP | Erstveröffentlichung: 9. Dezember 1992   |
| 1994 | Dali                                                                               | JP110 (1 Wo.)JP | Erstveröffentlichung: 16. Februar 1994   |
| 1998 | Noblerot                                                                           | — | Erstveröffentlichung: 21. November 1998  |
| 2001 | Aristocracy                                                                        | — | Erstveröffentlichung: 25. April 2001     |
| 2002 | Erotic & Heretic                                                                   | — | Erstveröffentlichung: 24. Juli 2002      |
| 2003 | Gekkou Shikoushou (月光嗜好症) Gekkou Shikoushou, Moonbeam Intoxication            | — | Erstveröffentlichung: 23. April 2003     |
| 2004 | Etoiles (エトワール) Étoiles, Stars                                                | — | Erstveröffentlichung: 23. Juni 2004      |
| 2005 | Dilettante                                                                         | — | Erstveröffentlichung: 22. Juni 2005      |
| 2005 | Kamigami no Tasogare (神々の黄昏) Kamigami no Tasogare, Dusk of Gods               | JP79 (3 Wo.)JP | Erstveröffentlichung: 7. Dezember 2005   |
| 2006 | Romance                                                                            | JP39 (6 Wo.)JP | Erstveröffentlichung: 6. Dezember 2006   |
| 2007 | Psychedelic Insanity                                                               | JP20 (7 Wo.)JP | Erstveröffentlichung: 22. August 2007    |
| 2007 | Grand Finale                                                                       | JP34 (6 Wo.)JP | Erstveröffentlichung: 12. Dezember 2007  |
| 2008 | Kinsho (禁書) Kinsho, Forbidden Literature                                         | JP14 (7 Wo.)JP | Erstveröffentlichung: 27. August 2008    |
| 2009 | Poison                                                                             | JP18 (6 Wo.)JP | Erstveröffentlichung: 2. September 2009  |
| 2010 | Gothik Opera                                                                       | JP37 (3 Wo.)JP | Erstveröffentlichung: 17. März 2010      |
| 2010 | Han Shinnihon Shugi (汎新日本主義) Han Shinnihon Shugi, Pan-New Japan Doctrine     | JP14 (6 Wo.)JP | Erstveröffentlichung: 29. September 2010 |
| 2011 | Les Papillons                                                                      | JP28 (2 Wo.)JP | Erstveröffentlichung: 29. Juni 2011      |
| 2012 | Gansakushi (贋作師) Gansakushi, Counterfeiter                                      | JP27 (3 Wo.)JP | Erstveröffentlichung: 18. Juli 2012      |
| 2013 | (快恠奇奇) Ali Project Ventennale Music, Art Exhibition                            | JP22 (4 Wo.)JP | Erstveröffentlichung: 20. Februar 2013   |
| 2013 | Reijou Bara Zukan (令嬢薔薇図鑑) Reijou Bara Zukan, Young Lady’s Rose Picture Book | JP22 (3 Wo.)JP | Erstveröffentlichung: 11. September 2013 |
| 2014 | (絶対音楽) Absolute Music                                                          | JP84 (2 Wo.)JP | Erstveröffentlichung: 5. März 2014       |
| 2014 | Ryuukou Sekai (流行世界) Ryuukou Sekai, Fashion World                              | JP23 (3 Wo.)JP | Erstveröffentlichung: 27. August 2014    |
| 2015 | Violetta Operetta                                                                  | JP41 (2 Wo.)JP | Erstveröffentlichung: 21. Januar 2015    |
| 2015 | 快楽のススメ                                                                       | JP21 (3 Wo.)JP | Erstveröffentlichung: 9. September 2015  |
| 2016 | A級戒厳令                                                                          | JP19 (2 Wo.)JP | Erstveröffentlichung: 24. August 2016    |
| 2017 | 愛と誠 ～Yamato & Love×××                                                          | JP42 (2 Wo.)JP | Erstveröffentlichung: 27. September 2017 |
| 2018 | Geijutsu Hentairon (芸術変態論) Theory of Art Transformation                       | JP34 (3 Wo.)JP | Erstveröffentlichung: 25. Juli 2018      |
| 2019 | Fantasia                                                                           | JP22 (2 Wo.)JP | Erstveröffentlichung: 28. August 2019    |
| 2020 | 人生美味礼讃                                                                       | JP16 (2 Wo.)JP | Erstveröffentlichung: 29. Juli 2020      |
| 2021 | Belle Epoque                                                                       | JP53 (2 Wo.)JP | Erstveröffentlichung: 22. Dezember 2021  |

grau schraffiert: keine Chartdaten aus diesem Jahr verfügbar

### Kompilationen
| Jahr | Titel                                                                                            | Höchstplatzierung, Gesamtwochen, AuszeichnungChartsChartplatzierungen (Jahr, Titel, Platzierungen, Wochen, Auszeichnungen, Anmerkungen) | Anmerkungen                             |
| Jahr | Titel                                                                                            | JP | Anmerkungen                             |
| ---- | ------------------------------------------------------------------------------------------------ | --- | --------------------------------------- |
| 1995 | Hoshi to Tsuki no Sonata (星と月のソナタ) Hoshi to Tsuki no Sonata, Sonata of the Moon and Stars | JP112 (1 Wo.)JP | Erstveröffentlichung: 6. Dezember 1995  |
| 2006 | Deja vu: The Original Best 1992–1995                                                             | JP78 (3 Wo.)JP | Erstveröffentlichung: 26. Juli 2006     |
| 2006 | Collection Simple Plus                                                                           | JP7 (20 Wo.)JP | Erstveröffentlichung: 26. Juli 2006     |
| 2007 | Soubi Kakei (薔薇架刑) Soubi Kakei, Rose Crucifixion                                             | JP5 Gold · (14 Wo.)JP | Erstveröffentlichung: 4. April 2007     |
| 2008 | Keikan Shijin Single Collection Plus (桂冠詩人) Keikan Shijin, Poet Laureate                     | JP8 (11 Wo.)JP | Erstveröffentlichung: 10. Dezember 2008 |
| 2010 | La Vita Romantica (ラ ヴィータ ロマンチカ) La Vita Romantica, The Romantic Life                  | JP12 (7 Wo.)JP | Erstveröffentlichung: 13. Januar 2010   |
| 2011 | Queendom                                                                                         | JP14 (6 Wo.)JP | Erstveröffentlichung: 25. Mai 2011      |
| 2017 | Ali Project 25th Anniversary Best Album "Anthology of Gothic Lolita & Horror"                    | JP41 (2 Wo.)JP | Erstveröffentlichung: 21. Juni 2017     |

### Soundtracks
| Jahr | Titel                              | Höchstplatzierung, Gesamtwochen, AuszeichnungChartsChartplatzierungen (Jahr, Titel, Platzierungen, Wochen, Auszeichnungen, Anmerkungen) | Anmerkungen                              |
| Jahr | Titel                              | JP | Anmerkungen                              |
| ---- | ---------------------------------- | --- | ---------------------------------------- |
| 2006 | .hack//Roots Original Soundtrack   | JP40 (4 Wo.)JP | Erstveröffentlichung: 28. Juni 2006      |
| 2006 | .hack//Roots Original Soundtrack 2 | JP56 (4 Wo.)JP | Erstveröffentlichung: 21. September 2006 |

### Singles
| Jahr | Titel Album | Höchstplatzierung, Gesamtwochen, AuszeichnungChartsChartplatzierungen (Jahr, Titel, Album, Platzierungen, Wochen, Auszeichnungen, Anmerkungen) | Anmerkungen                                                                               |
| Jahr | Titel Album | JP | Anmerkungen                                                                               |
| ---- | --- | --- | ----------------------------------------------------------------------------------------- |
| 1992 | Fall in love, Maiden (恋せよ乙女) Koi-seyo otome –                                                                 | — | Erstveröffentlichung: 7. Juli 1992                                                        |
| 1993 | Wuthering Heights (嵐ヶ丘) Arashi ga Oka –                                                                         | — | Erstveröffentlichung: 9. Juni 1993                                                        |
| 1994 | Venetian Rhapsody (ヴェネツィアン・ラプソディー) Veneshian Rapusodīii –                                            | — | Erstveröffentlichung: 19. Januar 1994                                                     |
| 1995 | Sonata of the Rain~La Pluie (雨のソナタ～ラ・プリュ) Ame-no Sonata~Ra Puryu –                                      | — | Erstveröffentlichung: 18. Oktober 1995                                                    |
| 1996 | Starry Night~Lucifer the Fourth Movement (星月夜～ルシファー第四楽章) Seigetsuya~Rushifā Daiyongakushō –           | — | Erstveröffentlichung: 1. Juli 1996                                                        |
| 1996 | Wish – | — | Erstveröffentlichung: 4. Dezember 1996; OP-Theme der Wish OVA                             |
| 1997 | Peony Pink (ピアニィ・ピンク) Pianii Pinku –                                                                       | — | Erstveröffentlichung: 21. Mai 1997; Vorspanntitel von CLAMP School Detectives             |
| 1998 | Labyrinth – | — | Erstveröffentlichung: 21. Oktober 1998; ED-Theme von St. Luminous Jogakuin                |
| 2001 | Coppélia’s Coffin (コッペリアの柩) Kopperia no Hitsugi Aristocracy                                                 | — | Erstveröffentlichung: 23. Mai 2001; Vorspanntitel von Noir                                |
| 2001 | コッペリアの柩 HyperRemix & Original Album Version Aristocracy                                                     | — | Erstveröffentlichung: 21. September 2001                                                  |
| 2003 | Eclipse Grand Guignol (月蝕グランギニョル) Gesshoku Guran Ginyoru Avenger Original Soundtrack                      | JP26 (13 Wo.)JP | Erstveröffentlichung: 5. November 2003; Vorspanntitel von Avenger                         |
| 2004 | Pastel Pure – | JP46 (4 Wo.)JP | Erstveröffentlichung: 25. August 2004; OP-Theme von Maria-sama ga Miteru                  |
| 2004 | Forbidden Game (禁じられた遊び) Kinjirareta asobi Soubi Kakei                                                      | JP40 (25 Wo.)JP | Erstveröffentlichung: 25. August 2004; Vorspanntitel von Rozen Maiden                     |
| 2005 | Princess Asura (阿修羅姫) Ashura hime –                                                                            | JP23 (10 Wo.)JP | Erstveröffentlichung: 8. Juni 2005; Lied aus dem Spiel My-HiME                            |
| 2005 | The Domain of Holy Girls (聖少女領域) Seishōjo Ryōiki Soubi Kakei                                                  | JP6 (33 Wo.)JP | Erstveröffentlichung: 26. Oktober 2005; Vorspanntitel von Rozen Maiden Träumend           |
| 2006 | National Awakening – Catharsis (亡国覚醒カタルシス) Boukoku Kakusei Catharsis Keikan Shijin Single Collection Plus | JP9 (20 Wo.)JP | Erstveröffentlichung: 24. Mai 2006; Abspanntitel von .hack//Roots                         |
| 2006 | Chivalrous Youth Song (勇侠青春謳) Yūkyō Seishunka Keikan Shijin Single Collection Plus                            | JP14 (23 Wo.)JP | Erstveröffentlichung: 25. Oktober 2006; Abspanntitel von Code Geass – Hangyaku no Lelouch |
| 2006 | Rose Jail Maiden (薔薇獄乙女) Baragoku Otome Soubi Kakei                                                           | JP11 (14 Wo.)JP | Erstveröffentlichung: 6. Dezember 2006; Vorspanntitel von Rozen Maiden: Ouvertüre         |
| 2007 | Dark Heaven (暗黒天国) Ankoku Tengoku La Vita Romantica                                                            | JP15 (7 Wo.)JP | Erstveröffentlichung: 23. Mai 2007; Vorspanntitel von Kamichama Karin                     |
| 2007 | Kneel Down and Lick my Feet (跪いて足をお嘗め) Hizamazuite ashi o name La Vita Romantica                           | JP10 (8 Wo.)JP | Erstveröffentlichung: 13. Juni 2007; Abspanntitel Kaibutsu Ōjo                            |
| 2008 | Kotodama (コトダマ) Kotodama La Vita Romantica                                                                     | JP15 (12 Wo.)JP | Erstveröffentlichung: 23. Januar 2008; Vorspanntitel von Shigofumi                        |
| 2008 | Waga Rotashi Aku no Hana Keikan Shijin Single Collection Plus                                                      | JP9 (12 Wo.)JP | Erstveröffentlichung: 30. Juli 2008; Abspanntitel von Code Geass – Hangyaku no Lelouch R2 |
| 2008 | Kitei no Tsurugi –                                                                                                 | JP9 (9 Wo.)JP | Erstveröffentlichung: 19. November 2008; Vorspanntitel von Kurogane no Linebarrels        |
| 2009 | Rara Eve Shinseiki (裸々イヴ新世紀) Rara Eve Shinseiki, A Naked Eve of the New Century La Vita Romantica           | JP9 (9 Wo.)JP | Erstveröffentlichung: 21. Januar 2009                                                     |
| 2009 | Jigoku no Mon (地獄の門) Jigoku no Mon, The Gates of Hell La Vita Romantica                                        | JP16 (6 Wo.)JP | Erstveröffentlichung: 27. Mai 2009                                                        |
| 2009 | Senritsu no Kodomotachi (戦慄の子供たち) Senritsu no Kodomotachi, Children of Fear La Vita Romantica               | JP23 (4 Wo.)JP | Erstveröffentlichung: 18. August 2009                                                     |
| 2009 | Datengoku Sensen (堕天國宣戦) Datengoku Sensen, A Declaration of War Against Fallen Heaven Queendom                | JP19 (5 Wo.)JP | Erstveröffentlichung: 21. Oktober 2009                                                    |
| 2010 | Ranse Eroica (亂世エロイカ) Ranse Eroica, Heroic Troubled Times Queendom                                           | JP20 (5 Wo.)JP | Erstveröffentlichung: 14. Juli 2010                                                       |
| 2010 | Katana to Saya (刀と鞘) Katana to Saya, Sword and Scabbard Queendom                                                | JP27 (6 Wo.)JP | Erstveröffentlichung: 25. August 2010                                                     |
| 2012 | Kyoumu Densen (凶夢伝染) Kyoumu Densen, Nightmare Contagion –                                                      | JP16 (6 Wo.)JP | Erstveröffentlichung: 25. Januar 2012                                                     |
| 2013 | Watashi no Bara wo Kaminasai (私の薔薇を喰みなさい) Watashi no Bara wo Kaminasai, Eat my roses –                   | JP20 (7 Wo.)JP | Erstveröffentlichung: 24. Juli 2013                                                       |
| 2015 | Haramitsu Renge (波羅蜜恋華) Haramitsu Renge, Paaramitaa Lotus Flower –                                            | JP32 (3 Wo.)JP | Erstveröffentlichung: 21. Oktober 2015                                                    |
| 2017 | 卑弥呼外伝 – | JP33 (2 Wo.)JP | Erstveröffentlichung: 29. März 2017                                                       |
| 2021 | 緋ノ月 Scarlet Moon –                                                                                              | JP25 (2 Wo.)JP | Erstveröffentlichung: 20. Oktober 2021                                                    |